# Legacy de Navarro
Pour les articles homonymes, voir Legacy et concerto pour hautbois (homonymie).
Legacy est un concerto pour hautbois composé par Óscar Navarro en 2015. Le hautboïste Ramón Ortega Quero a commandé la pièce en 2013 après avoir entendu et apprécié le segundo concierto para clarinete y orquesta d'Óscar Navarro. Il a été créé le 17 avril 2015 à Herford avec la Nordwestdeutsche Philharmonie sous la direction de Manuel Gómez López. La même semaine, ils ont effectué une tournée en Rhénanie du Nord-Westphalie en Allemagne, donnant cinq concerts supplémentaires à Bad Salzuflen, Minden, Detmold, Paderborn et Gütersloh. La première espagnole devait avoir lieu le 30 octobre 2015 à La Nucía ( Alicante ), avec l'Orquesta Sinfónica de la Región de Murcia (Murcia Symphony Orchestra) sous la direction de Francisco Maestre et le lendemain à Teulada, mais les deux ont été annulés.
« Legacy », le titre de l'œuvre, fait référence à l'héritage de chaque compositeur au répertoire du hautbois à travers les âges. Selon Navarro, « Avec cette pièce de concert, je veux laisser ma marque ou mon héritage, en vue du présent et du futur. »

## Instrumentation
L'œuvre est écrite pour hautbois solo et orchestre symphonique composé de deux flûtes (un double piccolo), deux hautbois, deux clarinettes, deux bassons, quatre cors, trois trompettes, deux trombones, un trombone basse, un tuba, timbales, glockenspiel, xilophone, percussions (cymbale suspendue, claves, caisse claire, castagnettes, tambourin, zills, Wood-block, grosse caisse, cymbales, triangle ), harpe, piano et cordes.
Il existe un arrangement fait par le compositeur lui-même pour orchestre d'harmonie (les basses sont renforcées par des violoncelles et des contrebasses, sans violons ni altos).
Une représentation typique dure 22 minutes. Il n'a qu'un seul mouvement.
Il existe également une réduction pour piano.

## Représentations
Espagne
Ramón Ortega, hautbois solo avec la Banda Sinfónica Municipal de Madrid dirigé par le compositeur Óscar Navarro le 9 mars 2016 au Teatro Monumental de Madrid.
France
Timothée Wurth, hautbois solo de l'orchestre de la Garde républicaine, a créé en France Legacy avec l'orchestre d'harmonie des Portes de l'Essonne (OHAPE) le 14 juin 2021 au théâtre Cardwell à Draveil,.
Royaume-Uni
Ewan Millar pour la BBC Young Musician 2020 Final enregistré le 25/04/2021 au Bridgewater Hall, à Manchester, avec le BBC Philharmonic dirigé par Mark Wigglesworth.
États-Unis
Alyssa Morris, hautbois solo, avec le Kansas State University (Manhattan) Wind Symphony dirigé par Alex Wimmer le 7 décembre 2017.